# Planchonella longipetiolata
Planchonella longipetiolata är en tvåhjärtbladig växtart som först beskrevs av George King och David Prain, och fick sitt nu gällande namn av Herman Johannes Lam. Planchonella longipetiolata ingår i släktet Planchonella och familjen Sapotaceae. Inga underarter finns listade i Catalogue of Life.